# Музей на геологичната история на Олимп
Музеят на геологичната история на Олимп (на гръцки: Μουσείο Γεολογικής Ιστορίας Ολύμπου) е музей в южномакедонското градче Лептокария, Гърция.
Музеят представя еволюцията на планината Олимп през геологичните епохи. Сред експонатите има минерали и скали от Олимп, както и фосили от околните райони. Посетителите могат да разберат как ледниците и ерозията се отразяват на планината, как са е формирал карстът в нея, каква е била еволюцията на олимпийската фауна и флора и прочее. Могат да се видят минералите споменати в късноантичния трактат „Литика“ (или „За камъните“), приписван на Орфей, живял в Лейветра в подножието на Олимп. Изложени са и мозайки, картини и дърворезби, свързани с Олимп и Орфей.